# Famille d'Yve
 (janvier 2021).
La famille d'Yve est une famille de la noblesse belge, anoblie en 1540 par l'empereur Charles Quint.

## Histoire
L'empereur Charles conféra le titre de chevalier à Jean d'Yve en 1540.
En 1662, le roi Philippe IV d'Espagne fit du manoir Soye une baronnie au profit de François d'Yve.
En 1668, l'empereur Léopold Ier conféra le titre de marquis du Saint-Empire romain à Jean-Paul d'Yve.
En 1732, l'empereur Charles VI confère le titre de comte, transférable par première naissance, à Gaspard d'Yve d'Ostiche.
Au cours des XVIIe et XVIIIe siècles, plusieurs membres de la famille d'Yve sont inclus dans le Second Domaine des provinces de Namur, Brabant et Hainaut.
Louis Adrien Joseph Ghislain d'Yve (Namur, 26 juillet 1784 - Liège, 10 mai 1821) était un fils de Thomas d'Yve, baron de Soye et de Marie de Hamal de Focan. Il épouse Thérèse de Condé en 1810, mais un divorce s'ensuit en 1813. Il se remarie avec Marie-Françoise del Halle (1762-1831). Il mourut lorsque sa veuve fut personnellement élevée au statut de marquise en 1822. Les deux mariages étaient restés sans enfants.
Jeanne Népomucène Marguerite Claire d'Yve d'Ostiche, fille de Ferdinand d'Yve, comte de Ruisbroek et de Marie-Anne Janowsky, fut admise dans la noblesse en 1823, à l'époque du royaume uni des Pays-Bas, à titre personnel auprès de la comtesse de titre.

## Lettres patentes
- Madrid, 2 octobre 1662, Philippe IV, roi d'Espagne :

Élévation à la baronnie du manoir namurois de Soye et attribution de ce titre (transférable par première naissance) à François-Philippe d'Yve, député du Second État des États de Namur, etc.
- Bruxelles, 10 décembre 1822, Guillaume Ier, roi des Pays-Bas :

Remise du titre (personnel) de marquise à Marie-Françoise-Joséphine del Halle, veuve de Louis-Adrien-Joseph-Ghislain d'Yve, dont l'ancêtre aurait été élevé au statut de marquis du Saint-Empire romain. Elle était dispensée d'obtenir un diplôme.
- La Haye, 5 mars 1816, Guillaume Ier, roi des Pays-Bas :

Nomination de Ferdinand-Antoine-Joseph d'Yve de Jodoigne de Bavay avec le titre de comte dans la chevalerie du Hainaut. La transférabilité du titre était déterminée par le diplôme suivant.
- La Haye, 15 janvier 1822, Guillaume Ier, roi des Pays-Bas :

Remise du titre de marquis au comte Ferdinand-Antoine-Joseph d'Yve et de Jodoigne, chambellan, membre de la chevalerie du Hainaut. Le titre de Marquis est transférable par droit d'aînesse; tandis que les autres descendants portent respectivement le titre de comte ou de comtesse.

### Héraldique

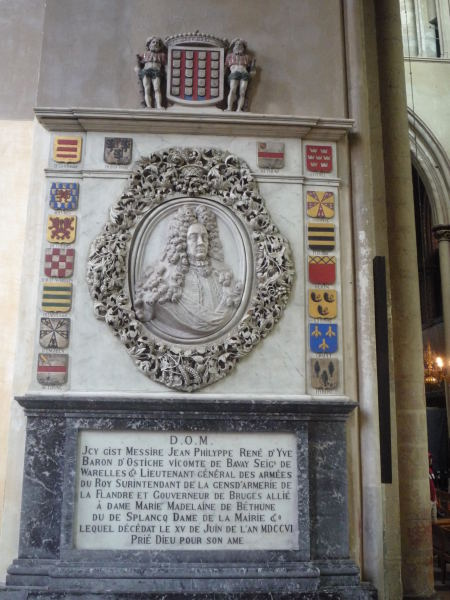
Monument à Jean Philippe Renè d'Yve, Baron d'Ostiche, Vicomte de Bavay, Seigneur de Warelles e Lieutenant General des Armees du Roy

- 1816 : « De vair à trois pals de gueules ». L'écu sommé de la couronne de Marquis. Supports : deux lions d’or, armés et lampassés de gueules, tenant des bannières d’or aux armes de l’écu.

## Généalogie
- Ferdinand, Marquis d'Yve de Bavay (1749-1825) était le fils de Jean-Philippe d'Yve, vicomte de Bavay, membre du Second État du Hainaut, et d'Isabelle de Romrée. Pendant les années révolutionnaires, il a fui avec sa femme autrichienne, la comtesse Marie-Anne von Wildenstein (1762-1820) et ils sont restés à Gratz. En 1816, sous le royaume uni des Pays-Bas, il fut reconnu dans la noblesse héréditaire avec le titre de comte et nommé chevalier de la province du Hainaut. En 1822, il reçut en outre le titre de marquis. Ce titre était transférable par droit d'aînesse, tandis que le titre de comte était transférable à tous les descendants. Il est devenu chambellan de Guillaume Ier des Pays-Bas.
  - Théodore, Marquis d'Yve de Bavay (1797-1884) devient membre du Congrès national et est maire de Lessenbos.
    - Félix, Marquis d'Yve de Bavay (1839-1904) était maire de Lessenbos et épousa la comtesse Anne de Geloes d'Elsloo (1855-1943).
      - Charles, Marquis d'Yve de Bavay (1885-1982) épousa la princesse Mathilde de Croÿ (1902-1998).

### Alliances nobles
- de Croÿ, de Geloes d’Elsloo, d’Huart, de Marnix de Sainte-Aldegonde, de Borchgrave d’Altena, de Marchant et d’Ansembourg, de Gaiffier d’Hestroy, de Fierlant, Sassoli de' Bianchi.

## Pour approfondir